# さんま・一機のその地方でしか見られない面白そうな番組を全国のみんなで楽しく見ちゃおうとする番組
『さんま・一機のその地方でしか見られない面白そうな番組を全国のみんなで楽しく見ちゃおうとする番組』（さんまかずきのそのちほうでしかみられないおもしろそうなばんぐみをぜんこくのみんなでたのしくみちゃおうとするばんぐみ）は、フジテレビ系列で1985年から1989年まで、『金曜おもしろバラエティ』の枠で放送されていたバラエティ特別番組。
なお本項では、この発展系で放送されていた「明石家・小堺の海外国内・市内町内でしか見られないテレビ番組」（あかしやこさかいのかいがいこくないしないちょうないでしかみられないテレビばんぐみ）についても述べる。

## 概要
フジネットワーク（FNS）加盟各局で当時放送されていた自社制作のローカル番組を、明石家さんまと小堺一機の司会で紹介していた番組。1985年9月13日から1989年4月14日まで6回放送。第5回まで84分放送、第6回のみ114分に拡大されて放送されていた。この番組タイトル自体が長いため、新聞のテレビ欄はこのタイトルだけでほとんどが埋まっていた。テレビのアイキャッチテロップでも「さんま・一機の3回目」などと省略されていた。なおフジテレビの番組は紹介されなかった。
当番組開始前の1985年4月21日、当時は例年この日に民放テレビフルネットで放送されていた放送広告の日(現・民放の日)特番の当年分が、全国のローカル番組を紹介する企画だった(当然、様々な系列の様々な局の番組が紹介された。司会は荻昌弘と関口宏)ことから、この特番にヒントを得て当番組が誕生したのではないかと予測される。なお、当番組とこの特番とで重複して紹介された番組・企画も存在した。
番組の紹介だけでなく、第4回では、どこの局の女子アナウンサーかを当てるというクイズの企画も行われた。さんまが結婚した約1か月後の第5回では、当時のさんま夫人だった大竹しのぶ似の美人アナ登場と、新聞のテレビ欄でも紹介されていた。
一方『明石家・小堺の海外国内・市内町内でしか見られないテレビ番組』は、フジネットワークだけではなく、日本国内のケーブルテレビ局の番組、イタリア、キューバ、イギリス、香港など諸外国の放送局の番組も合わせて紹介された。

## 放送日
- 第1回 - 1985年9月13日 19:30 - 20:54 『さんま・一機のその地方でしか見られない面白そうな番組を全国のみんなで楽しく見ちゃおうとする番組』
- 第2回 - 1986年4月18日 19:30 - 20:54 『さんま・一機のその地方でしか見られない面白そうな番組を全国のみんなで楽しく見ちゃおうとする番組の第2回目も全国のみんなで楽しく見ちゃおうとする番組』
- 第3回 - 1987年2月13日 19:30 - 20:54 『さんま・一機のその地方でしか見られない面白そうな番組を全国のみんなで楽しく見ちゃおうとする番組の3回目もやっぱり全国のみんなで楽しく見ちゃう番組』
- 第4回 - 1987年11月20日 19:30 - 20:54 『さんま・一機のその地方でしか見られない面白そうな番組を全国のみんなで3回も見ちゃったけど4回目はちょっと違う番組』
- 第5回 - 1988年10月21日 19:30 - 20:54 『さんま・一機のその地方でしか見られない面白そうな番組を全国のみんなで楽しく見ちゃおうとする番組の5回目です』
- 第6回 - 1989年4月14日 19:00 - 20:54 『さんま・一機のその地方でしか見られない面白そうな番組を全国のみんなで楽しく見ちゃおうとする番組を5回もやっちゃったけどもう一度ふり返りながらやっぱり楽しく見ちゃっておしゃべりしちゃう大総集編的な番組』

「明石家・小堺の海外国内・市内町内でしか見られないテレビ番組」
- 1990年5月18日 19:30 - 20:54

## この番組中で紹介された番組
- さんさんサタデー（テレビ宮崎）[2][3] - 当時「珍珍マン」として出演していた高橋巨典、ローカルタレントの重信優（マー坊）[注釈 1] らも一緒に紹介された。
- ドッキン!やばいばる（東海テレビ）[2][1]
- 新おもしろザウルス（北海道文化放送）[2]
- SATAMAGA（サタデーマガジン）（仙台放送）[2]
- かっとび放送局WKRP（山陰中央テレビ）[注釈 2][2]
- なんでんかんでんよかよか（テレビ長崎）[2]
- タマリの老春ばんざい（鹿児島テレビ[注釈 3]）
- やまびこ広場（長野放送）[1]
- ビデオステーション（長野放送）[1]
- カープと天気（テレビ新広島） - 広島東洋カープの選手へのインタビュー、カープ情報と一緒に天気予報を伝える[1]。
- サウンドクラブ1700（北海道文化放送）[1]
- マイホームばんざい（仙台放送）[1]
- 今夜はねむれナイト（関西テレビ）[1]
- ノックは無用!（関西テレビ）[1]
- さつま八面鏡（鹿児島テレビ）[1]
- とんでもナイト（テレビ熊本）[1]
- 作って食べて豊の国（テレビ大分）[1]
- どきどきどうしようび（長野放送）[3]
- ㊎ギャハハ倶楽部（仙台放送）[3]
- おじゃまします家! イエ!（山形テレビ[注釈 4]）
- テレビ山口くん（テレビ山口[注釈 5]）
- 食べていいとも!（岡山放送）
- 買っていいとも!（岡山放送） - 「食べて - 」「買って - 」ともに、番組の最後には『森田一義アワー 笑っていいとも!』と同じように「いいとも!」とコールしていた。
- 好きやねん（仙台放送） - 谷川俊太郎の詩を朗読するコーナーで、女性出演者が「おちんちん」を何回も言うVTRが放送されていた。
- LLL（エルル）（石川テレビ）
- 情報交差点DO!（テレビ静岡）[3] - 岡本夏生のテレビデビュー番組であるが、この番組内ではそこではなく「名所で唄おう」コーナーが紹介され、大井川上流部の吊り橋で民謡を歌う様子が取り上げられていた。
- ノンストップゲーム（関西テレビ）[2] - 準キー局として普段からフジテレビにも多くの番組を流しているため、形式的に関西テレビも取り上げたというような扱いだった。
- おたんじょうびおめでとう（テレビ大分）
- UMK Dokitto Station（テレビ宮崎）[4]
- ハイお昼です（富山テレビ）[4]
- お茶の間郷土劇場（沖縄テレビ）[1] - 『金松の冒険』など[4]

他多数
これ以下は『明石家・小堺の海外国内・市内町内でしか見られないテレビ番組』で紹介された番組
- ごっくんロール・ハイスクール（仙台放送）
- 2時いろトーク[要出典]（鹿児島テレビ[注釈 3] ）
- ナゾラー（東急ケーブルテレビ）
- 福島テレビののど自慢番組[1]
- エジプトのクイズ番組（優勝者は大統領に会える権利がもらえたというもの）
- 台湾の歌謡ショー番組[1]
- イタリアの一般参加番組[1]
- イギリスの動物ショー番組[1]

他

## 同じ趣旨を持つ番組
- ローカルサンデー 〜ご当地の人気番組を見てみよう〜 - 2013年からフジテレビONEで毎月1回、日曜日の夜に2時間枠でFNS各局のローカル番組（一部単発番組を含む）を全国に向けて紹介し、番組制作の担当者もスタジオに出演して番組制作の裏側を語るというものである。司会は男おばさんこと笠井信輔・軽部真一の両アナウンサーである。
- ぽかぽか - 2023年1月9日よりフジテレビ系列で放送されている平日昼の生放送バラエティ番組で、本番組の類似企画『FNSおすすめジモTV』と題するコーナーでフジテレビ系列各局のローカル番組を全国に向けて紹介されている。